# Переулок Цветоводов
Переу́лок Цветово́дов (до 1962 года — Сплавна́я На́бережная) — исчезнувший переулок в Екатеринбурге, располагавшийся в Центральном жилом районе (Ленинский административный района города вдоль левого берега реки Исети.

## Расположение и благоустройство
Переулок проходил с севера на юг вдоль реки Исети. Начинался от пересечения с улицей Карла Маркса напротив исторического Сплавного моста через Исеть, заканчивался у улицы Куйбышева. Пересечений с другими улицами не имел, примыкания других улиц отсутствовали.
Протяжённость переулка с севера на юг составляла около 300 м. Светофоров и нерегулируемых пешеходных переходов на протяжении переулка не имелось. Нумерация домов начиналась от улицы Карла Маркса.
С 2018 года переулок не существует. На его месте был построен клубный дом (по адресу ул. Горького, 36).

## Транспорт

### Наземный общественный транспорт
Движение наземного общественного транспорта по переулку не осуществлялось. Ближайшими остановками общественного транспорта были — «Цирк» (ул. Куйбышева) и «Карла Маркса» (на одноимённой улице).

### Ближайшие станции метро
В 250 метрах к юго-западу от конца переулка находилась станция 1-й линии Екатеринбургского метрополитена  «Геологическая».